# Portal Tomb von Croagh

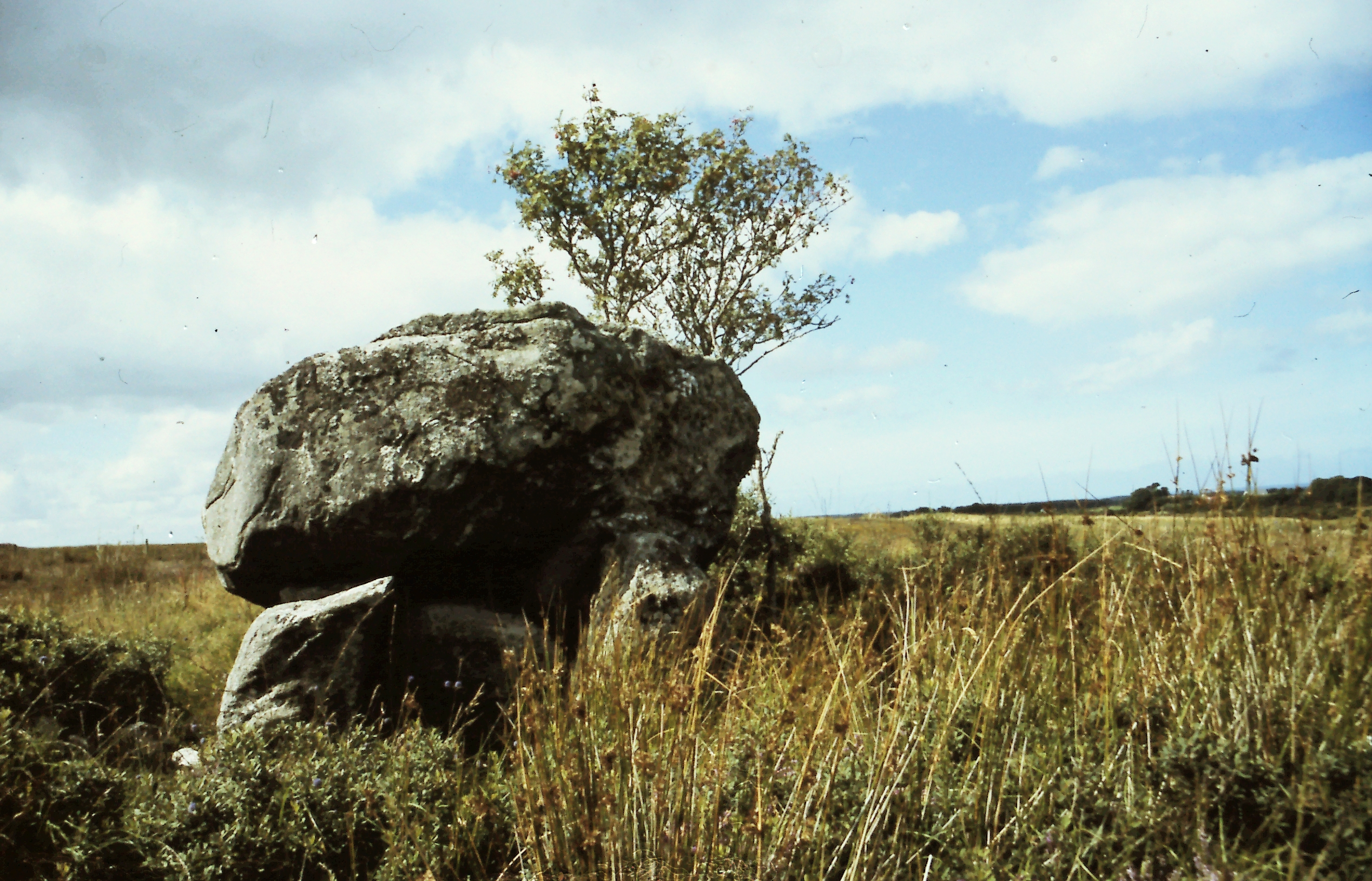
Portal Tomb von Croagh

Das Portal Tomb von Croagh (oder Crowagh, irisch Crumhach) ist auf OS-Karten als "'Giant's Grave" markiert. Es liegt auf einem kleinen Hügel, etwa 50 m westlich des Flusses Buncrowey, einem Nebenfluss des Easky, (irisch An Iaseaigh) an den Hängen der Ox Mountains im County Sligo in Irland. Als Portal Tombs werden in Irland und Großbritannien Megalithanlagen bezeichnet, bei denen zwei gleich hohe, aufrecht stehende Steine mit einem Türstein dazwischen, die Vorderseite einer Kammer bilden, die mit einem zum Teil gewaltigen Deckstein bedeckt ist.
Der große Deckstein von etwa 4,5 m Länge, 2,1 m Breite und 1,0 m Dicke ist verrutscht. Die Portalsteine und der Türstein sind nach außen verkippt. Die Ost - West orientierte rechteckige Kammer ist etwa 2,5 m lang, 1,5 m breit und 0,9 m hoch.  Cairnmaterial ist um die Basis der Kammer verteilt und erstreckt sich über etwa 5,0 m auf der Rückseite des Portal Tombs.
In der Nähe liegt das Court Tomb von Croagh.